# Peristylus
Peristylus es un género de orquídeas perteneciente a la subfamilia Orchidoideae dentro de la familia Orchidaceae. Tiene 103 especies.

## Especies dePeristylus
A continuación se brinda un listado de las especies del género Peristylus aceptadas hasta mayo de 2011, ordenadas alfabéticamente. Para cada una se indica el nombre binomial seguido del autor, abreviado según las convenciones y usos y la publicación válida.
- Anexo:Especies de Peristylus

## Sinonimia
- Glossula Lindl. (1824)
- Glossaspis Spreng. (1826)
- Coeloglossum Lindl. (1834)